# Đorđe Crnomarković
Đorđe Crnomarković (in serbo Ђорђе Црномарковић?; Belgrado, 10 settembre 1993) è un calciatore serbo, difensore del Vojvodina.

## Caratteristiche tecniche
È un difensore centrale mancino, che occasionalmente può anche giocare come terzino sinistro.

## Carriera

### Club

#### Gli inizi in Serbia
Cresciuto nelle giovanili dell'FK Belgrado, esordisce a 17 anni nella terza divisione serba, giocando proprio con la squadra della sua città.
Nel 2012 passa al Šumadija Jagnjilo, militante sempre in terza serie, con cui gioca in un anno e mezzo trenta partite segnando anche due reti.

#### L'approdo in Superliga
Il 10 gennaio 2014 passa in Superliga, la massima divisione del campionato serbo, firmando un contratto con il Donji Srem. Esordisce con la nuova maglia tre mesi più tardi giocando l'intero match contro il Čukarički. Al termine della stagione conta appena quattro presenze, più una in Coppa, ma viene comunque riconfermato per la stagione successiva.
Nel 2014-2015 riesce a ritagliarsi un ruolo da titolare nella prima parte di stagione come terzino sinistro, salvo poi venire scavalcato nelle gerarchie dal compagno di squadra Dusan Punosevac. Viste le difficoltà nel giocare con regolarità, a fine anno passa allo Javor Ivanjica. Debutta con la nuova maglia il 18 luglio 2015, nella trasferta vittoriosa sul campo del Novi Pazar. È in questa stagione che Crnomarković inizia a giocare regolarmente come difensore centrale, ruolo nel quale verrà riconfermato in futuro.

#### L'anno all'estero
Il 2016-2017 rappresenta un anno molto negativo per la carriera di Crnomarković. Dopo la buona stagione con lo Javor, infatti, viene acquistato ufficialmente dagli sloveni dell'Olimpija Ljubljana. Qua, tuttavia, non disputa neanche una partita, ottenendo una sola convocazione lungo l'arco di sei mesi. Il 6 febbraio 2017 i norvegesi dell'Haugesund comunicano che Crnomarković si sarebbe aggregato al resto della squadra in prov, venendo successivamente messo sotto contratto. Tuttavia, anche l'esperienza norvegese si rivela insoddisfacente per lui, che decide così di tornare in Serbia.

#### Il ritorno in Serbia
Il 1 luglio 2017 firma da svincolato con il Čukarički, squadra contro la quale aveva esordito tre anni prima. Debutta con la nuova maglia il 21 luglio, giocando novanta minuti contro il Vojvodina. Nonostante l'inizio promettente di stagione, al termine dell'anno solare sono solo quattro le presenze su ventidue gare disputate dai suoi. Decide così di tornare allo Javor Ivanjica, con cui esordisce nuovamente il 17 febbraio 2018 contro la Stella Rossa Belgrado.  Il percorso con i biancorossi si rivela più soddisfacente, con nove gare giocate sulle quattordici disputate dai suoi.
Nel 2018-2019 passa a parametro zero ad un'altra squadra serba, il Radnički Niš, disputando in termini numerici quella che fino ad adesso è stata la sua migliore stagione. Gioca trentadue gare di campionato e quatro di coppa, arrivando fino alla semifinale di quest'ultima, oltre ad esordire a livello internazionale nel match vinto per 4-0 contro il Gżira United.

#### L'arrivo al Lech Poznań
Il 25 giugno 2019 viene annunciato il suo passaggio ai polacchi del Lech Poznań per una cifra di circa 500.000 euro. Esordisce in Ekstraklasa, il massimo campionato polacco, il 20 luglio 2019 nel pareggio contro i campioni in carica del Piast Gliwice. Nella seconda giornata di campionato, a causa di una doppia ammonizione, rimedia un cartellino rosso. Gioca da titolare le prime tredici gare, fatta eccezione per la partita contro lo Jagiellonia del 20 settembre, prima di finire in panchina a discapito del duo Rogne-Šatka. Nelle successive dieci gare disputa solo il match interno contro l'Arka Gdynia, venendo addirittura retrocesso alla squadra "riserve" in alcune occasioni. La grande chance di riscatto capita il 28 febbraio, quando, complice un infortunio accorso a Thomas Rogne, è costretto a subentrargli al 31'. Da quel momento torna nuovamente titolare, scavalcando il norvegese nelle gerarchie.
La stagione 2020-2021 inizia altrettanto positivamente, con la disputa da titolare di tutte le gare dello storico percorso dei kolejorz in Europa League, conclusosi con la qualificazione ai gironi dopo cinque anni. È titolare anche in occasione dell'esordio contro il Benfica, il 22 ottobre. Il 2 novembre, durante la gara di Puchar Polski contro lo Znicz Pruszków indossa per la prima volta la fascia da capitano dei kolejorz.

#### Il prestito allo Zagłebie Lubin
Il 16 gennaio 2021 passa in prestito per sei mesi allo Zagłębie Lubin. Al termine dei sei mesi, in cui colleziona 9 presenze, non viene riscattato e fa pertanto ritorno al Lech Poznań.

#### Il ritorno in Slovenia
Il 29 luglio 2021 viene ceduto a titolo definitivo agli sloveni dell'Olimpija Ljubljana.

## Statistiche

### Presenze e reti nei club
Statistiche aggiornate al 19 dicembre 2019.
| Stagione                 | Club                     | Campionato               | Campionato | Campionato | Coppe nazionali | Coppe nazionali | Coppe nazionali | Coppe continentali | Coppe continentali | Coppe continentali | Supercoppe | Supercoppe | Supercoppe | Totale | Totale |
| Stagione                 | Club                     | Comp                     | Pres       | Reti       | Comp            | Pres            | Reti            | Comp               | Pres               | Reti               | Comp       | Pres       | Reti       | Pres   | Reti   |
| ------------------------ | ------------------------ | ------------------------ | ---------- | ---------- | --------------- | --------------- | --------------- | ------------------ | ------------------ | ------------------ | ---------- | ---------- | ---------- | ------ | ------ |
| 2010-2011                | FK Belgrado              | SPL                      | 3          | 0          | CS              | -               | -               | -                  | -                  | -                  | -          | -          | -          | 3      | 0      |
| 2011-2012                | FK Belgrado              | SPL                      | 16         | 0          | CS              | -               | -               | -                  | -                  | -                  | -          | -          | -          | 16     | 0      |
| Totale FK Belgrado       | Totale FK Belgrado       | Totale FK Belgrado       | 19         | 0          |                 | -               | -               |                    | -                  | -                  |            | -          | -          | 19     | 0      |
| 2012-2013                | Šumadija Jagnjilo        | SPL                      | 19         | 2          | CS              | -               | -               | -                  | -                  | -                  | -          | -          | -          | 19     | 2      |
| 2013-gen. 2014           | Šumadija Jagnjilo        | SPL                      | 11         | 1          | CS              | -               | -               | -                  | -                  | -                  | -          | -          | -          | 11     | 1      |
| Totale Šumadija Jagnjilo | Totale Šumadija Jagnjilo | Totale Šumadija Jagnjilo | 30         | 3          |                 | -               | -               |                    | -                  | -                  |            | -          | -          | 30     | 3      |
| gen.-giu. 2014           | Donji Srem               | SL                       | 4          | 0          | CS              | -               | -               | -                  | -                  | -                  | -          | -          | -          | 4      | 0      |
| 2014-2015                | Donji Srem               | SL                       | 17         | 0          | CS              | 1               | 0               | -                  | -                  | -                  | -          | -          | -          | 18     | 0      |
| Totale Donji Srem        | Totale Donji Srem        | Totale Donji Srem        | 21         | 0          |                 | 1               | 0               |                    | -                  | -                  |            | -          | -          | 22     | 0      |
| 2015-2016                | Javor Ivanjica           | SL                       | 31         | 0          | CS              | 4               | 0               | -                  | -                  | -                  | -          | -          | -          | 35     | 0      |
| 2016-mar. 2017           | Olimpia Lubiana          | 1. SNL                   | 0          | 0          | CS              | 0               | 0               | UCL                | 0                  | 0                  | -          | -          | -          | 0      | 0      |
| 2017-gen. 2018           | Čukarički                | SL                       | 4          | 0          | CS              | 1               | 0               | -                  | -                  | -                  | -          | -          | -          | 5      | 0      |
| gen.-giu. 2018           | Javor Ivanjica           | SL                       | 9          | 0          | CS              | 1               | 0               | -                  | -                  | -                  | -          | -          | -          | 10     | 0      |
| Totale Javor Ivanjica    | Totale Javor Ivanjica    | Totale Javor Ivanjica    | 40         | 0          |                 | 5               | 0               |                    | -                  | -                  |            | -          | -          | 45     | 0      |
| 2018-2019                | Radnički Niš             | SL                       | 32         | 0          | CS              | 4               | 0               | UEL                | 3                  | 0                  | -          | -          | -          | 39     | 0      |
| 2019-2020                | Lech Poznań              | E                        | 26         | 0          | CP              | 2               | 0               | -                  | -                  | -                  | -          | -          | -          | 26     | 0      |
| 2020-gen.2021            | Lech Poznań              | E                        | 8          | 0          | PP              | 2               | 0               | UEL                | 7                  | 0                  | -          | -          | -          | 17     | 0      |
| gen.-mag. 2021           | Zagłębie Lubin           | E                        | 9          | 0          | PP              | 1               | 0               | -                  | -                  | -                  | -          | -          | -          | 10     | 0      |
| Totale carriera          | Totale carriera          | Totale carriera          | 189        | 3          |                 | 16              | 0               |                    | 10                 | 0                  |            | -          | -          | 215    | 3      |

## Palmarès

### Club

#### Competizioni nazionali
- Campionato sloveno: 1

Olimpia Lubiana: 2022-2023
- Coppa di Slovenia: 1

Olimpia Lubiana: 2022-2023